# كاثوليك مانغلور
الكاثوليك المانغلوريين (بالكونكانية: Kodialchein Katholik) هم مجتمع إثني ديني من الكاثوليك من أتباع الطقوس اللاتينية في أبرشية مانغلور الواقعة على الساحل الجنوبي الغربي لولاية كارناتاكا في الهند. إثنياً ينتمي كاثوليك مانغلور إلى الشعب الكونكاني ويتحدثون باللغة الكونكانية.
```
ينحدر كاثوليك مانغلور أساسًا من المستوطنين الغوانيين الكاثوليك، الذين هاجروا إلى جنوب كانارا من غوا، وهي ولاية شمال كانارا، بين الأعوام 
1560
-
1763
 خلال فترة 
محاكم التفتيش
 والحروب البرتغالية مع 
العادل شاهية
 
وإمبراطورية ماراثا
. بعد الهجرة إلى 
مانغلور
، اعتمد المسيحيين الثقافة المانغلورية المحلية، لكنها أبقت على كثير من العادات والتقاليد الغوانيّة، وقاموا بالحفاظ على أنماط حياتهم التقليديَّة.
[
2
]
 اتخذ 
السلطان تيبو
، حاكم 
مملكة ميسور
، إجراءات ضد مجتمع 
مانغلور
 الكاثوليكي في مانغلور ومنطقة جنوب كانارا على الساحل الجنوبي الغربي للهند. وكان معروفاً على نطاق واسع 
السلطان تيبو
 معادياً للمسيحية. وتعرض المجتمع الكاثوليكي إلى المذابح،
[
3
]
[
4
]
 والسجن،
[
5
]
[
6
]
[
7
]
 والتحويل القسري إلى الإسلام،
[
8
]
[
9
]
[
10
]
 وقام 
السلطان تيبو
 بتدمير كل من الكنائس والمعابد الهندوسية.
[
11
]
[
12
]
 وقع كاثوليك مانغلور في الأسر في 
24 فبراير
 من عام 
1784
 وأفرج عنهم في 
4 مايو
 من عام 
1799
.
[
13
]
 بعد هزيمة 
السلطان تيبو
 وقتله من قبل البريطانيين بعد ذلك في عام 
1799
، استقر المجتمع في جنوب كانارا، وازدهر لاحقًا تحت الحكم البريطاني.
```

على الرغم من أن التأكيدات المبكرة لهوية كاثوليكية مانغلوريَّة مميزة تعود إلى فترة الهجرة، فإن الهوية الثقافية الكاثوليكية المانغلورية المتقدمة ظهرت فقط بعد الأسر. الثقافة الكاثوليكية في مانغلور هي مزيج من الثقافات المانغلورية والغوانية. بعد الهجرة، تبنى المجتمع الكاثوليكي بعض جوانب الثقافة المنغالورية المحليّة، لكنهم احتفظوا بالعديد من عادات وتقاليد غوا، ومثل أسلافهم من غوا، يمكن وصف الثقافة الكاثوليكية المنغالورية الحديثة على أنها ثقافة هنديّة لاتينيّة متزايدة. يتركز معظم المغتربين الكاثوليك من مانغلور في الشتات في الدول العربية في الخليج العربي والعالم الناطق باللغة الإنجليزية.